# Melodrammore
Melodrammore è un film italiano del 1978, diretto da Maurizio Costanzo al suo unico film da regista. Si tratta, inoltre, dell'ultima apparizione di Amedeo Nazzari sul grande schermo.

## Trama
Roma. Dovendo interpretare un film melodrammatico, l'attore Raffaele Calone decide di chiedere consiglio a un divo degli anni cinquanta ormai ritiratosi: il grande Amedeo Nazzari. Dopo aver ascoltato il suo parere e aver visto molti spezzoni di vecchi film in bianco e nero, Calone è pronto per iniziare il film, che si rivela pieno di situazioni paradossali: l'attore infatti deve calarsi nel ruolo di un venditore di oggetti sacri che si innamora di una contessa sovrappeso.